# Ein Tag in Auschwitz
Ein Tag in Auschwitz ist ein deutscher Dokumentarfilm von Winfried Laasch und Friedrich Scherer aus dem Jahr 2020, der einen Tag im Mai 1944 im KZ Auschwitz nachzuzeichnen versucht.

## Inhalt
Der Dokumentarfilm versucht anhand von Quellenmaterial, von historischen Fotos, Filmmaterial, Zeitzeugenaussagen von Opfern und Tätern einen Tag im Mai 1944 im Konzentrationslager Auschwitz nachzuzeichnen. In dieser Zeit wurden während des sogenannten Ungarn-Programms innerhalb von acht Wochen rund 350.000 ungarische Juden nach Auschwitz deportiert und in den Gaskammern umgebracht; „die meisten Menschen auf den Bildern wurden Stunden nach ihrer Ankunft ermordet.“
Ausgangspunkt für die Dokumentation ist ein Fotoalbum von Auschwitz, das von SS-Tätern angelegt wurde und sich heute in der Gedenkstätte Yad Vashem in Jerusalem befindet. Der 89-Minüter baut auf dem Film Das Geheimnis der Auschwitz-Alben (ZDF, 2016) von Winfried Laasch auf, Reenactment-Szenen wurden zum Teil übernommen.
Das Konzentrationslager wurde am 27. Januar 1945 von der Roten Armee befreit und ist heute Synonym für den Holocaust.
Ehemalige Häftlinge und Holocaustüberlebende wie Dario Gabbai, Czeslaw Mordowicz und Irene Weiss berichten von ihren Erlebnissen im Lager. Die Perspektive der Täter wird durch den ehemaligen SS-Mann in Auschwitz Oskar Gröning und die Fotos des Auschwitz-Fotografen Bernhard Walter eingebracht.
Als Erzähler im Film fungiert Philipp Moog und in der englischen Version (Auschwitz: One Day) Nick Bolton. Historischer Berater ist Stefan Hördler, der die Geschehnisse im Film einordnet und erklärt.

## Rezeption
2020 wurden Winfried Laasch und Friedrich Scherer für Buch und Regie zu Ein Tag in Auschwitz mit dem Bayerischen Fernsehpreis ausgezeichnet.
Die Dokumentation wurde 2023 neben dem Film Frauen der NS-Zeit als eine von „zwei sehenswerte[n] Dokus über Opfer und Täter der Schoa“ bezeichnet.